# Груде
Груде је градско насеље и сједиште општине Груде смештене на самој граници Босне и Херцеговине и Хрватске, на крајевима плоднога Имотско-бекијског поља, те обухвата простор означен Биоковом на југу, планинским масивима Врана и Чврснице на сјеверу (општина Посушје). Са својих 16.000 становника и површином од 218 km² општина по новој политичкој организацији припада Западнохерцеговачком кантону у склопу Федерације Босне и Херцеговине.

## Географија
Близина Јадранског мора даје овом крају благу климу медитеранских обележја, која због релативне близине планинских масива повремено добија и обележја континенталне климе. На територији општине постоје бројне јаме и пећине карактеристичне за овај камени, крашки предео.

## Историја
Докази о животу на овим просторима потичу још из праисторијских времена. Наиме, на локалитету Равлића пећине, која се налази у Дриновцима, пронађени су трагови живота који потичу из раздобља каснијег неолита. Наравно да је живот на овим просторима текао континуирано, смењивали су се народи, културе, цивилизације. Пролазиле су војске, од римске до Наполеонове.
У каснијим временима на овом тлу била је врло жива присутност Римљана, чија је трговачки пут који је повезивао два велика античка трговачка средишта, Салону и Нарону, пролазио кроз ове крајеве. Недавна археолошка искапавања на локалитету у Горици потврђују да је на овом тлу у античко вријеме постојала значајна античка насеобина.
Крај средњег вијека обележен је османлијском експанзијом и освајањима. Трагови дуготрајне владавине Османлија и данас су присутни у говору овога краја и неким обичајима који су се задржали све до данас. Након тога, долази Аустроугарска.
Два светска рата однела су пуно младих живота и донела глад. Проглашењем независности Републике Босне и Херцеговине, Груде ускоро постају центар Хрватске републике Херцег-Босна, чије се политичко руководство данас налази у Хагу очекујући суђење.

## Становништво
|             | 2013.          | 1991.          | 1981.          | 1971.          | 1961.          |
| Укупно      | 4 347 (100,0%) | 3 598 (100,0%) | 3 378 (100,0%) | 2 847 (100,0%) | 2 488 (100,0%) |
| Хрвати      | 4 308 (99,10%) | 3 567 (99,14%) | 3 344 (98,99%) | 2 818 (98,98%) | 2 477 (99,56%) |
| Непознато   | 31 (0,713%)    | –              | –              | –              | –              |
| Срби        | 3 (0,069%)     | 6 (0,167%)     | 8 (0,237%)     | 16 (0,562%)    | 5 (0,201%)     |
| Албанци     | 3 (0,069%)     | –              | 2 (0,059%)     | –              | –              |
| Бошњаци     | 1 (0,023%)     | 4 (0,111%)1    | 1 (0,030%)1    | –              | –              |
| Неизјашњени | 1 (0,023%)     | –              | –              | –              | –              |
| Остали      | –              | 20 (0,556%)    | 3 (0,089%)     | 12 (0,421%)    | –              |
| Југословени | –              | 1 (0,028%)     | 16 (0,474%)    | 1 (0,035%)     | –              |
| Црногорци   | –              | –              | 3 (0,089%)     | –              | 4 (0,161%)     |
| Словенци    | –              | –              | 1 (0,030%)     | –              | –              |
| Македонци   | –              | –              | –              | –              | 2 (0,080%)     |

1. 1 На пописима од 1971. до 1991. Бошњаци су пописивани углавном као Муслимани.

## Насељена мјеста
Блажевићи, Борајна, Доњи Мамићи, Драгичина, Дриновачко Брдо, Дриновци, Горица, Груде, Јабука, Путешевица, Ружићи, Совићи и Тихаљина.
Послије потписивања Дејтонског споразума, општина Груде у цјелини, ушла је у састав Федерације БиХ.